# Ghulam Ishaq Khan
Ghulam Ishaq Khan (ur. 20 stycznia 1915, zm. 27 października 2006) – polityk pakistański.
Minister finansów (1977–1985), przewodniczący Senatu (1985–1988). Bliski współpracownik prezydenta Zia-ul Haq`a. Po jego niewyjaśnionej śmierci w katastrofie lotniczej objął funkcję prezydenta kraju – najpierw tymczasowo, następnie wybrany głową państwa. Szybko wszedł w konflikt z ówczesną premier Benazir Bhutto w kwestii wyboru sędziów do sądów krajowych, doprowadzając do dymisji jej rządu w 1990. W kwietniu 1993 doprowadził do dymisji rządu Nawaza Sharifa, jednak po unieważnieniu tej decyzji przez pakistański Sąd Najwyższy, prezydent Khan został zmuszony do złożenia dymisji w lipcu 1993.